# Liste der Naturdenkmale in Briedel
Die Liste der Naturdenkmale in Briedel nennt die im Gemeindegebiet von Briedel ausgewiesenen Naturdenkmale (Stand 25. März 2024).

## Naturdenkmale
| Nr.         | Bezeichnung                   | Lage                                             | Beschreibung                                                     | Bild                                    |
| ----------- | ----------------------------- | ------------------------------------------------ | ---------------------------------------------------------------- | --------------------------------------- |
| ND-7135-424 | Drei Eichen                   | südlich des Ortes; Abteilung Kisselborn Lage     | Quercus sp., drei Bäume                                          | Direkt Bild zu diesem Denkmal hochladen |
| ND-7135-425 | Waldbestand Briedeler Schweiz | südöstlich des Ortes; Abteilung Gehbeint Lage    | Mischwald auf felsigem Steilhang; flächenhaftes Naturdenkmal     | Direkt Bild zu diesem Denkmal hochladen |
| ND-7135-426 | Großer und kleiner Stein      | südöstlich des Ortes; Abteilung Kleinestein Lage | ca. 1 km langer Quarzitrücken; flächenhaftes Naturdenkmal, 25 ha | Direkt Bild zu diesem Denkmal hochladen |

## Ehemalige Naturdenkmale
| Nr. | Bezeichnung                        | Lage                                           | Beschreibung                                                         | Bild                                    |
| --- | ---------------------------------- | ---------------------------------------------- | -------------------------------------------------------------------- | --------------------------------------- |
|     | Friedenseiche 1813/1913            | südöstlich des Ortes; Abteilung Bummkopf Lage  | Quercus sp.; Rechtsverordnung aufgehoben                             | Direkt Bild zu diesem Denkmal hochladen |
|     | Fichtenwäldchen                    | südöstlich des Ortes am Sündhaus Lage          | Picea abies; flächenhaftes Naturdenkmal; Rechtsverordnung aufgehoben | Direkt Bild zu diesem Denkmal hochladen |
|     | Fichtenhorst in der Briedeler Heck | südöstlich des Ortes; Flur Briedeler Heck Lage | Picea abies, 27 Bäume; Rechtsverordnung aufgehoben                   | Direkt Bild zu diesem Denkmal hochladen |